# Baronia de Terrades
La baronia de Terrades és un títol nobiliari espanyol creat en el 26 de novembre de 1921 pel rei Alfons XIII a favor de Josep Maria Albert i Despujol, industrial català, que seria després alcalde de l'Ajuntament de Barcelona i Procurador en Corts.

## Barons de Terrades
|                         | Titular                                            | Període                                        |
| Creació per Alfons XIII | Creació per Alfons XIII                            | Creació per Alfons XIII                        |
| ----------------------- | -------------------------------------------------- | ---------------------------------------------- |
| I                       | Josep Maria Albert i Despujol                      | 26 de novembre de 1921 - 24 de març de 1952    |
| II                      | Josep Antoni Albert i Muntadas                     | 9 de desembre de 1955 - 21 de setembre de 1992 |
| III                     | María del Carmen de Albert de Fontcuberta Muntadas | 21 de setembre de 1992 - actual titular        |

## Història dels barons de Terrades
- Josep Maria Albert i Despujol, I baró de Terrades,

1. Casat amb María del Carmen Muntadas y Estruch,  II comtessa de Santa Maria de Sants. El succeí el seu fill:

- Josep Antoni Albert i Muntadas, II baró de Terrades, III comte de Santa Maria de Sants.

1. Casat amb María Asunción de Foncuberta y de Pascual. El succeí la seva filla:

- María del Carmen de Albert de Fontcuberta Muntadas, III baronessa de Terrades, IV comtessa de Santa Maria de Sants.

Actual titular.